# 松田元輝
松田 元輝/元堅（まつだ もとてる/もとかた）は、戦国時代の武士。備前国金川城主。なお、「松田元輝」名義の発給文書は残っておらず、当時の書状では全て松田左近将監元堅と名乗っている。元輝という名の初出は江戸時代に作られた系図からである。

## 経歴
松田元盛の子として誕生。松田氏は西備前に勢力を持ち、松田元成以来、浦上氏と幾多の戦いを続けてきた。元成の孫・元陸の代からは和睦し友好な関係を築き、元輝も浦上国秀の仲介で浦上政宗と婚姻関係を結んでいる。
天文20年（1551年）、出雲国の尼子晴久が備前へ侵攻すると、浦上政宗の弟・宗景は安芸国の毛利元就と同盟を結び尼子氏との対決姿勢を示した。元輝は尼子方に与し、浦上政宗と連携して備前の覇権を巡って争った。初め備前での両者の力は拮抗していたが、尼子晴久が急死し勢いを失うと宗景が徐々にその勢力を強めていった。元輝も宗景方の宇喜多直家により、永禄4年（1561年）に家臣の龍ノ口城主・穝所職経を計略によって討たれ、和田城主・和田伊織も敗走したことで邑久郡、上道郡を抑えられ、苦境に追い込まれる。
永禄5年（1562年）、元輝は宇喜多直家の持ちかけた和議の申し入れを受け、浦上宗景方との間で和睦が成立。この時、宗景から直家の長女を子・元賢に嫁がせ、松田氏の家臣である伊賀久隆に直家の妹を嫁がせる事を提案されると、元輝もこれを承諾。宗景家臣の中で台頭する宇喜多氏との親族としての結びつきを強める事となる。暫くは平穏な関係が続いていたが、永禄10年（1567年）の明善寺合戦の際に援軍を出さなかった事で直家の不興を買う。
この頃は子・元賢と共に狂信的な日蓮宗徒となり、城内の道場（道林寺）に閉じこもり読経に明け暮れ、領内の他宗の寺社に改宗を迫り、吉備津彦神社や金山寺のように、断れば打ち壊して焼き払うなどの行動を繰り返したため、領内は荒れた。
また、永禄11年（1568年）、金川城周辺で開かれた鹿狩りの際に、松田氏の中心人物であった宇垣与右衛門が「鹿と間違えた」という理由で宇喜多側の者によって弓で射殺された時も、家中が故意による犯行の疑念を抱く中、元輝は宇喜多氏との友好関係が乱れる事を恐れ黙認する。そのためこの処置に激怒した与右衛門の兄・宇垣市郎兵衛は絶縁状を突きつけて出奔したという。このように家臣団との関係にも亀裂が生じるようになっていた。
これを好機と見た宇喜多直家は、同年7月5日に元輝と不仲になっていた伊賀久隆を寝返らせ、久隆に金川城を包囲させた。この時、元輝は城外に外出中であったが、家老の横井又七郎が兵を集め城門を固く守らせ、急遽戻ってきた元輝は包囲の手が及んでいない搦手から入城し、篭城戦の指揮を執ったといわれる。しかし、暫くして元輝は櫓に登り不意討ちを仕掛けて来た伊賀久隆・家久父子に大声で罵声を浴びせ始め、伊賀勢の鉄砲によって元輝は狙撃を受け、櫓から落下して絶命した。